# Adam Malczewski (1680–1754)
Adam Skarbek-Malczewski herbu Abdank (ur. 1680, zm. 7 czerwca 1754 w Poznaniu) – poeta, teoretyk wymowy i jezuita.

## Życiorys
Urodził się w roku 1680 w Wielkopolsce. W 1697 wstąpił do zakonu jezuitów. Po ukończeniu studiów został profesorem nauk wyzwolonych i teologii. Był rektorem kolegiów jezuickich w Sandomierzu i Ostrogu, a przez kilkanaście lat przebywał w Rawie. Przeciwstawiał się reformom Konarskiego. Zmarł w roku 1754 w Poznaniu.

## Powiązania rodzinne
Jego bratem ciotecznym był wojewoda rawski Andrzej Głębocki (1670–1735), siostrzeńcem stryjecznym stolnik gnieźnieński Kazimierz Bolesz, bratankiem babki podkomorzy sieradzki i poseł Jan Józef Mączyński, natomiast szwagrem babki sędzia ziemski sieradzki i poseł Stefan Siemieński (zm. 1701).

## Twórczość
- Eloquentia propugnata et brevitas studiorum impugnata, Poznań 1747, wyd. następne: Poznań 1751
- Umbra ligatae praecursio solutae eloquentiae proiecta in lucem, Poznań 1747
- De vera eloquentia disceptatio eiusdemque analysis Cicerone illustrata, Poznań 1748, (wymierzona przeciwko rozpr. S. Konarskiego De emendandis eloquentiae vitiis)
- Specimen ligatae et solutae eloquentiae, Poznań 1748
- Contra Antonii Wiśniewski philosophiam recentiorem in Poloniam inductam, Poznań 1752
- Theophrastus sive novae philosophiae opinionum de principiis corporum curiosa per dies tusculanenses a scholis vacantes discussio. Opus posthumum, Poznań 1758
- Zegarek czyścowy, (brak miejsca i roku wydania)